# George Cœdès
George Cœdès (10 tháng 8 năm 1886 – 2 tháng 10 năm 1969) là một học giả người Pháp trong thế kỷ 20 về khảo cổ học và lịch sử Đông Nam châu Á.

## Tiểu sử
Cœdès sinh ra ở Paris trong một gia đình Hungary di dân gốc Do Thái.. Thực ra, gia đình đã định cư tại vùng Strasbourg (Pháp) trước 1740. Tổ tiên của ông làm việc cho Ngân khố hoàng gia  Ông nội của ông, Louis Eugène Cœdès, là một họa sĩ, học trò của Léon Coignet. Cha ông Hyppolite là một chuyên gia ngân hàng.
Cœdès theo học tiếng Phạn và tiếng Khmer tại École pratique des hautes études. Ông trở thành giám đốc của Thư viện Quốc gia Thái Lan vào năm 1918, và năm 1929 trở thành giám đốc của Viện Viễn Đông Bác cổ (EFEO), nơi ông vẫn làm cho đến năm 1946. Chính George Cœdès đã phát triển EFEO tại Hà Nội, mở thêm thư viện, phòng ảnh và bảo tàng Louis Finot, tiền thân của Bảo tàng Lịch sử Việt Nam sau này. Năm 1944 tại Hà Nội, George Cœdès công bố Histoire ancienne des États hindouisés d'Extrême-Orient (Cổ sử các quốc gia Ấn Độ hóa tại Viễn Đông). Sau chiến tranh, công trình này được xuất bản tại Paris năm 1948 với tên Les États hindouisés d'Indochine et d'Indonésie, giành được thành công lớn.
Sau đó ông sống ở Paris, làm việc tại bảo tàng Ennery và còn tham gia giảng dạy. Ông cũng được bầu vào Viện Hàn lâm Khoa học Hải ngoại (Académie des Sciences d'Outre-Mer) và Viện Hàn lâm Văn khắc và Văn chương. Ông qua đời vào năm 1969.

## Đời sống cá nhân
Năm 1935, ông kết hôn với một người phụ nữ Campuchia tên Neang Yao.

## Tác phẩm
- Textes d'auteurs grecs et latins relatifs à l'Extrême-Orient depuis le IVe siècle av. J.-C. jusqu'au XIVe siècle, 1910
- Études cambodgiennes, 1911–1956
- Le Royaume de Çrīvijaya, 1918
- "Some Problems in the Ancient History of the Hinduized States of South-East Asia", Journal of Southeast Asian History, Vol.5, No.2, pp. 1–14
- "À propos de l'origine des chiffres arabes", Bulletin of the School of Oriental Studies, University of London, Vol.6, No.2, pp. 323–328
- "La Stèle de Ta-Prohm", Bulletin de l'École française d'Extrême-Orient (BEFEO), Hanoi, VI, 1906, pp. 44–81
- "The Origins of the Sukhodaya Dynasty", Journal of the Siam Society, Vol. 14.1, 1921
- Listes generales des inscriptions et des monuments du Champa et du Cambodge, Hanoi, Imprimerie d'Extrême-Orient, 1923
- The Vajiranana National Library of Siam, Bangkok, Council of the National Library, 1924
- Documents sur l'histoire politique et religieuse du Laos occidental, 1925
- "Une exposition de sculptures Khmères et Siamoises au Musée Cernuschi", Artibus Asiae, Vol.1, No.3 (1926), pp. 190–202
- "À propos de la chute du royaume de Çrīvijaya". Bijdragen tot de Taal-, Land- en Volkenkunde van Nederlandsch-Indië, Deel 83, 2de/3de Afl. (1927), pp. 459–472
- "The excavations at Pong Tuk and their importance for the ancient history of Siam" Lưu trữ ngày 8 tháng 12 năm 2023 tại Wayback Machine, Journal of the Siam Society, Vol.21, part 3, Mar. 1928, pp. 195–209
- "Études cambodgiennes: XXXI. Nouvelles notes sur tcheou ta-kouan", Bulletin de l'École française d'Extrême-Orient (BEFEO), II, pp. 148–151
- "Pa-sseu-wei", T'oung Pao, Second Series, Vol. 30, No. 3/5 (1933), pp. 224–230
- Un grand roi du Cambodge: Jayavarman VII, Phnom Penh, Editions de la Bibliothèque Royale, 1935
- "L'origine du cycle des douze animaux au Cambodge", T'oung Pao, Second Series, Vol.31, Livr.3/5 (1935), pp. 315–329
- Inscriptions du Cambodge, Hanoi, Imp. d'Extreme-Orient, 1937–1966
- Pour mieux comprendre Angkor, 1943
- Les stèles de Sdok Kok Thom, Phnom Sandak et Prah Vihar, 1943–1946
- Histoire ancienne des États hindouisés d'Extrême-Orient, 1944
- "Fouilles en Cochinchine: Le Site de Go Oc Eo, Ancien Port du Royaume de Fou-nan", Artibus Asiae, Vol.10, No.3 (1947), pp. 193–199
- Les états hindouisés d'Indochine et d'Indonésie, 1948
- "Un yantra recemment decouvert a Angkor", Journal asiatique, Année 1952, p. [465]–477.
- "Une Roue de la Loi avec inscription en Pāli provenant du Site de P'ră Păthŏm", Artibus Asiae, Vol.19, No.3/4 (1956), pp. 221–226
- "The Traibhūmikathā Buddhist Cosmology and Treaty on Ethics", East and West, Vol.7, No.4 (January 1957), pp. 349–352
- "Note sur une stele indienne d'epoque Pāla decouverte a Ayudhyā (Siam)", Artibus Asiae, Vol.22, No.1/2 (1959), pp. 9–14
- "Les Môns de Dvāravatī", Artibus Asiae. Supplementum, Vol.23, pp. 112–116
- Les Peuples de la péninsule indochinoise, 1962
- Decouverte numismatique au Siam interessant le royaume de Dvaravati, Paris, Librairie C. Klincksieck, 1964.
- L'avenir des etudes khmeres, Saigon, Imprimerie nouvelle d'Extrême-Orient, 1965
- Angkor: an Introduction translated and edited by Emily Floyd Gardiner, photographs by George Bliss, Hong Kong, Oxford University Press, 1966
- The making of South East Asia, translated by H. M. Wright, London, Routledge & Kegan Paul, 1966
- Catalogue des manuscrits en pali, laotien et siamois provenant de la Thailande, Copenhague, Bibliothèque Royale, 1966
- The Indianized States of Southeast Asia, edited by Walter F. Vella, translated by Susan Brown Cowing, Canberra, Australian National University Press, 1968
- —and Charles Archaimbault, Les trois mondes = Traibhumi Brah R'van Paris, École française d'Extrême-Orient 1973
- Sriwijaya: history, religion & language of an early Malay polity. Collected studies by George Cœdès and Louis-Charles Damais, Kuala Lumpur, MBRAS, 1992